# William Nordhaus
William Nordhaus (Albuquerque, Új-Mexikó, 1941. május 31. –) amerikai közgazdász. 2018-ban közgazdasági Nobel-emlékdíjat kapott a „klímaváltozás globális gazdasági hatásait vizsgáló munkájáért”.

## Élete
Nordhaus Albuquerque-ben született, Új-Mexikó államban. A Yale Egyetemen végezte az alapszakot 1963-ban, a doktoriját 1967-ben tette le a Massachusettsi Műszaki Egyetemen. 1973 óta a Yale közgazdasági karának állandó professzora, valamint az erdészeti és környezettudományi kar professzora. Felesége, Barbara a Yale Gyermektanulmányozási Centrumban dolgozik.
Nordhaus a Nemzeti Tudományos Akadémia tagja (National Academy of Sciences), ahol többféle bizottság feladatait segítette a nukleáris és alternatív energiarendszerekkel, az üvegházhatás és a felmelegedés következményeivel, nemzeti statisztikával és az illegális drogok utáni kutatásokkal kapcsolatban. 1972 óta tagja és tanácsadója a Brookings Gazdasági Testületnek Washingtonban. 1977-től 1979-ig a Nemzeti Gazdasági Tanács tagja. 1986-tól 1988-ig a Yale Egyetem igazgatója.
Nordhaus több tudományos lapnak volt vagy jelenleg is szerkesztője.

## Munkássága
Nordhaus több könyvet is írt, jelentősebbek az Invention, a Growth and Welfare, Is Growth Obsolete?, The Efficient Use of Energy Resources, Reforming Federal Regulation, Managing the Global Commons, Warming the World és az Economics tankönyv.
Kutatási területe a gazdasági növekedésre, a természeti erőforrásokra és a klímaváltozásra terjed ki. Az 1970-es évek óta foglalkozik gazdasági és tudományos modellek fejlesztésével, amelyek a globális felmelegedést teszik szemlélhetőbbé, és segítségükkel meg lehet határozni a hatékony módját az éghajlatváltozás kezelésének. Nordhaus a bér és az árak viszonyát, az egészségügyet, a nemzeti mutatószámokat, a politikai gazdasági körforgást és a termelőképességet is tanulmányozta. Az 1996-os tanulmányában a gazdaságtörténetről a babiloni időkre tér vissza, ahol megállapítja, hogy a hosszú távú gazdasági növekedést alaposan alábecsülték.

### A DICE-model
Nordhaus azokat az interakciókat vizsgálta, amelyek működésbe lépnek a világgazdaság és az ember okozta klímaváltozás között, nagyobb figyelmet szentelve a Föld éghajlatváltozásának, ami a fosszilis tüzelőanyagok (szén, kőolaj) égetéséből fakad. Köztudott, hogy ez a szén-dioxid mennyiségét az atmoszférában és egyéb üvegházhatást okozó anyagok felszabadulását jelenti, ami végül a globális felmelegedést eredményezi. Nordhaus a kémiára és a fizika törvényeire alapozva létrehozta az úgynevezett integrált értékelő modelleket (integrated assessment models vagy IAMs), amelyekkel megmutatta, hogy a világgazdaság és az éghajlat hogyan alakulna a felmelegedés üteme és az azt megakadályozó irányelvek szerint (pl. kibocsátási kvóta), ha ugyan a kormány tesz ellene.
A DICE-modellel (Dynamic Integrated Climate Economy model) Nordhaus meghatározta a hosszú távú gazdasági kiadásokat és bevételeket, és arra jutott, hogy az emberi jólét, beleértve a jövő generációinak jólétét, akkor érné el a maximumát, ha az összes országban bevezetnék a szénadót.
Nordhaus 2009-ben a szén társadalmi költségét 2025-re tonnánként 16 amerikai dollárra becsülte, azonban 2016-ban újra számolta, és akkor 44 dollárra növekedett, ami majdnem a háromszorosa tíz év eltelte alatt. Nordhaus a globális felmelegedés felső fokát szintén 1,5%-os növekedésen tanácsolja tartani.
Nordhaus 2018-ban kutatásaiért közgazdasági Nobel-emlékdíjat kapott.

## Magyarul megjelent művei
- Közgazdaságtan; ford. Balogh András, szerk. Fébó László, Szepesi György, tan. Mátyás Antal; Közgazdasági és Jogi, Budapest, 1976
- Paul A. Samuelson–William D. Nordhaus: Közgazdaságtan, 1–3.; ford. Atkári János; Közgazdasági és Jogi, Budapest, 1987–88
  - 1. Alapfogalmak és makroökonómia; 1987
  - 2. Mikroökonómia; 1987
  - 3. Alkalmazott közgazdaságtan a mai világban; 1988
- Közgazdaságtan. Oktatási segédlet, 1–2.; összeáll., szerk. Győri Józsefné, Jávorszki Andrásné, Mach Tamás; Pannon Agrártudományi Egyetem Állattenyésztési Kar Társadalomtudományi Tanszék, Kaposvár, 1990
- Székelyné Kovács Katalin: Vázlatok Samuelson–Nordhaus: Közgazdaságtan I. című könyvéhez; VEK, Veszprém, 1999
- Paul A. Samuelson–William D. Nordhaus: Közgazdaságtan; ford. Mezei György, Bock Gyula; KJK-Kerszöv, Budapest, 2000
- Paul A. Samuelson–William D. Nordhaus: Közgazdaságtan; ford. Misz József; bőv., átdolg. kiad.; Akadémiai, Budapest, 2012